# Schefflera angustifoliolata
Schefflera angustifoliolata là một loài thực vật có hoa trong Họ Cuồng cuồng. Loài này được C.N.Ho miêu tả khoa học đầu tiên năm 1952.